# Nuoto ai campionati europei di nuoto 2018 - 1500 metri stile libero femminili
La gara dei 1 500 metri stile libero femminili degli Europei 2018 si è svolta il 6 e il 7 agosto 2018. Al mattino del 6 agosto si sono svolte le batterie, mentre la finale si è disputata nel pomeriggio del 7 agosto.

## Podio
| Pos.    | Atleta            | Nazione  |
| ------- | ----------------- | -------- |
| Oro     | Simona Quadarella | Italia   |
| Argento | Sarah Köhler      | Germania |
| Bronzo  | Ajna Késely       | Ungheria |

## Record
Prima della manifestazione il record del mondo (RM), il record europeo (EU) e il record dei campionati (RC) erano i seguenti.
|  | 15'20"48 | Katie Ledecky  | 16 maggio 2018 Indianapolis |
|  | 15'38"88 | Lotte Friis    | 30 luglio 2013 Barcellona   |
|  | 15'50"22 | Boglárka Kapás | 21 maggio 2016 Londra       |

Durante la competizione non sono stati migliorati record.

## Risultati

### Batterie
| Pos. | Batteria | Corsia | Atleta            | Nazionalità   | Tempo       | Note        |
| ---- | -------- | ------ | ----------------- | ------------- | ----------- | ----------- |
| 1    | 2        | 4      | Simona Quadarella | Italia        | 16'05"33    | Q           |
| 2    | 1        | 4      | Sarah Köhler      | Germania      | 16'06"72    | Q           |
| 3    | 2        | 5      | Ajna Késely       | Ungheria      | 16'19"14    | Q           |
| 4    | 1        | 5      | Julia Hassler     | Liechtenstein | 16'19"89    | Q           |
| 5    | 2        | 2      | Tjaša Oder        | Slovenia      | 16'21"82    | Q           |
| 6    | 1        | 3      | Jimena Pérez      | Spagna        | 16'25"02    | Q           |
| 7    | 2        | 6      | Tamila Holub      | Portogallo    | 16'25"29    | Q           |
| 8    | 1        | 6      | Celine Rieder     | Germania      | 16'27"79    | Q           |
| 9    | 2        | 3      | Diana Durães      | Portogallo    | 16'36"03    |             |
| 10   | 2        | 1      | Helena Bach       | Danimarca     | 16'48"05    |             |
| 11   | 1        | 2      | Marlene Kahler    | Austria       | 16'49"10    |             |
| 12   | 1        | 7      | Maria Grandt      | Danimarca     | 16'54"92    |             |
| 13   | 1        | 1      | Arianna Valloni   | San Marino    | 19'59"16    |             |
| 14   | 2        | 8      | Beril Böcekler    | Turchia       | 17'00"94    |             |
| 15   | 1        | 8      | Hanna Eriksson    | Svezia        | 15'25"11    |             |
| DNS  | 2        | 7      | Katja Fain        | Slovenia      | Non partita | Non partita |

### Finale
| Pos. | Corsia | Atleta            | Nazionalità   | Tempo    | Note |
| ---- | ------ | ----------------- | ------------- | -------- | ---- |
|      | 4      | Simona Quadarella | Italia        | 15'51"61 |      |
|      | 5      | Sarah Köhler      | Germania      | 15'57"85 |      |
|      | 3      | Ajna Késely       | Ungheria      | 16'03"22 |      |
| 4    | 2      | Tjaša Oder        | Slovenia      | 16'10"46 |      |
| 5    | 6      | Julia Hassler     | Liechtenstein | 16'14"15 |      |
| 6    | 7      | Jimena Pérez      | Spagna        | 16'16"41 |      |
| 7    | 1      | Tamila Holub      | Portogallo    | 16'26"82 |      |
| 8    | 8      | Celine Rieder     | Germania      | 16'26"83 |      |